# Dai Nana Shō Utsukushikutte Gomen ne
Albums de Cute
Chō Wonderful 6
(6 avril 2011) 8 Queen of J-Pop
(4 sept. 2013)
Compilations par Cute
2 Cute Shinseinaru Best
(21 nov. 2012)
Singles
1. Momoiro Sparkling
Sortie : 25 mai 2011
2. Sekaiichi Happy na Onna no Ko
Sortie : 7 sept. 2011
3. Amazuppai Haru ni Sakura Saku
Sortie : 9 sept. 2011

Dai Nana Shō « Utsukushikutte Gomen ne » (第七章「美しくってごめんね」, ou Dai Nana Shou…, Dai Nana Sho…) est le septième album original du groupe Cute.

## Présentation
L'album, écrit et produit par Tsunku, sort le 8 février 2012 au Japon sur le label zetima. Il atteint la 15e place du classement de l'Oricon, et reste classé pendant trois semaines. Il sort aussi en édition limitée au format CD+DVD avec une pochette différente et un DVD en supplément,.
L'album contient trois titres sortis précédemment en singles en 2011 : Momoiro Sparkling, Sekaiichi Happy na Onna no Ko, et Amazuppai Haru ni Sakura Saku en collaboration avec Berryz Kobo. Il contient aussi une version ré-interprétée par Cute seul d'un autre titre en collaboration avec Berryz Kobo qui figurait sur la compilation Petit Best 12 sortie deux mois auparavant : Seishun Gekijō (Berryz Kobo interprète sa propre version du titre sur son huitième album). Trois autres titres de l'album de Cute sont interprétés par certains membres en solo.
Tsunku révèlera deux mois plus tard que la chanson Shiawase no Tochū a été en fait écrite pour former un mashup musical avec la chanson Because Happiness de l'album Ai no Album 8 de Berryz Kobo sorti deux semaines après celui de Cute : écoutés simultanément, ces deux titres forment une nouvelle chanson, qui sortira en single en juin suivant sous le titre Chō Happy Song avec Shiawase no Tochū en "face B".

## Membres
- Maimi Yajima
- Saki Nakajima
- Airi Suzuki
- Chisato Okai
- Mai Hagiwara

## Titres
Toutes les chansons sont écrites et composées par Tsunku.
| 1.  | Momoiro Sparkling (桃色スパークリング)                                                             | 16e single                                |  |
| 2.  | Hitorijime Shitakatta Dake na no ni (ひとり占めしたかっただけなのに)                               |                                           |  |
| 3.  | Ike! Genki-kun (行け！元気君)                                                                      | Mai Hagiwara en solo                      |  |
| 4.  | Sekaiichi Happy na Onna no Ko (世界一HAPPYな女の子)                                                | 17e single                                |  |
| 5.  | Zuntaka March ~Hitorashiku Ikiyō~ (ズンタカマーチ ~人らしく生きよう~)                              |                                           |  |
| 6.  | Tokai no Neon ga Odoroku Kurai no Utsukushisa ga Hoshii (都会のネオンが驚くくらいの美しさがほしい) | Chisato Okai en solo                      |  |
| 7.  | Kagayake! Hōkago (輝け! 放課後)                                                                    | Saki Nakajima en solo                     |  |
| 8.  | Shiawase no Tochū (幸せの途中)                                                                     |                                           |  |
| 9.  | Amazuppai Haru ni Sakura Saku (甘酸っぱい春にサクラサク)                                           | 18e single; C-ute en duo avec Berryz Kobo |  |
| 10. | Seishun Gekijō (Cute Ver.) (青春劇場...)                                                           |                                           |  |

| 1. | Album Jacket Satsuei Making (アルバムジャケット撮影メイキング)                                    |  |
| 2. | Sekaiichi Happy na Onna no Ko (Maimi Yajima Solo Ver.) (世界一HAPPYな女の子 (矢島舞美 Solo Ver.)  |  |
| 3. | Sekaiichi Happy na Onna no Ko (Saki Nakajima Solo Ver.) (世界一HAPPYな女の子 (中島早貴 Solo Ver.) |  |
| 4. | Sekaiichi Happy na Onna no Ko (Airi Suzuki Solo Ver.) (世界一HAPPYな女の子 (鈴木愛理 Solo Ver.)   |  |
| 5. | Sekaiichi Happy na Onna no Ko (Chisato Okai Solo Ver.) (世界一HAPPYな女の子 (岡井千聖 Solo Ver.)  |  |
| 6. | Sekaiichi Happy na Onna no Ko (Mai Hagiwara Solo Ver.) (世界一HAPPYな女の子 (萩原舞 Solo Ver.)    |  |